# Rio Cabrum
O rio Cabrum é um rio português que nasce na serra de Montemuro, mais propriamente próximo da Gralheira, é em grande parte a fronteira natural entre o concelho de Resende e Cinfães. 
Forma-se junto do ponto culminante da serra de Montemuro a 1382 metros e, no seu percurso de 20 km, recebe alguns pequenos tributários: entre eles, pela margem direita, o da Gralheira - que separa a aldeia de parte da freguesia da Panchorra; e pela margem esquerda, o do Enforcado - que separa a freguesia de Ramires e Ovadas.
A Oeste, nos limites da bacia do Cabrum (vertente setentrional da serra de Montemuro) apresentam-se pela cumeeira, descendo do ponto culminante da serra de Montemuro, até mergulhar no rio Douro.
Ao longo do vale observam-se interessantes locais de carvalhais galaico-portugueses (Quercus rober e Quercus pyrenaica), florestas de Castanheiros (Castanea sativa) e alguns sobreiros (Quercus suber). Nas zonas ribeirinhas encontram-se Freixiais, Amiais e Salgueirais, além da giesta nos caminhos.
Nestes locais, facilmente se encontram várias espécies de herpetofauna, nomeadamente a salamandra-lusitânica (Chioglossa lusitanica) e a lagartixa de montanha. No rio, habitam espécies como a lontra, o lagarto de água (Lacerta schreiberi), a truta, a boga comum e o bordalo (Rutilius alburnoides).
A águia de asa redonda, os corvos, os gaios, os melros e os piscos de peito ruivo são as aves que por aqui se avistam. A raposa e o javali são mamíferos que procuram abrigo e comida na floresta adjacente ao rio. Nos pastos, observam-se exemplares bovinos de raça Arouquesa.
Neste troço, de altitude variável entre os 600 e 900 metros, destacam-se as encostas de declive acentuado, caracterizadas geologicamente por terrenos graníticos. Aqui reina a paisagem de campos fechados, com os abundantes socalcos e muros que delimitam pequenas propriedades, onde se pratica uma policultura de regadio.
A Serra de Montemuro, na qual se integra o vale do rio Cabrum, marca a transição entre as regiões litorais, temperadas e húmidas, das regiões transmontanas, quentes e secas.
Este é um rio propício para desportos radicais e de aventura tais como escalada e canyoning.
Desagua no rio Douro, dividindo as freguesias, de Freigil e Miomães no concelho de Resende, da freguesia de Oliveira do Douro no município de Cinfães.

## Afluentes
- Ribeira da Gralheira
- Ribeira do Enforcado
- Ribeiro do Marinheiro
- Ribeira de Pimeiró
- Rio Mau

## Aproveitamentos hidroeléctricos
- S. Cipriano
- Freigil
- Arêgos

## Barragens no rio Cabrum
- Ovadas ou Mariares - aproveitamento hidroeléctrico na central de S. Cipriano.
- Freigil - aproveitamento hidroeléctrico nas centrais de Freigil e Arêgos.

## Pontes
- Ponte da Gralheira
- Ponte da Panchorra
- Ponte da Barragem de Mariares
- Ponte de Covelinhas ou Ovadas
- Ponte do Nelho
- Ponte da Lagariça
- Ponte da Barragem de Freigil
- Ponte Nova do Cabrum
- Ponte Velha do Cabrum

## Pontos de interesse
- Cascatas da Roca em Ovadas, entre a mini hídrica de Mariares e a Ponte de Covelinhas ou Ovadas.
- Cascatas dos Moinhos ou Fírveda, nas imediações da central hidroeléctrica em S. Cipriano
- Cascatas da Fírveda, entre a Barragem de Freigil e a central de Freigil.